# Marie Desgranges
Marie Desgranges est une actrice et chanteuse française, née le 12 septembre 1970.

## Biographie
Elle s'est formée au Conservatoire national supérieur d'art dramatique

## Théâtre
- 1994 : La Cagnotte d'Eugène Labiche, mise en scène Julie Brochen, Théâtre de la Tempête : Léonidas
- 1995 : Hortense a dit : « Je m'en fous ! » de Georges Feydeau, mise en scène Pierre Diot : Volanges
- 1996 : Trézène mélodie, d'après Phèdre de Jean Racine, mise en scène Cécile Garcia Fogel, Théâtre de la Bastille et en tournée : Aricie
- 1996 : Oncle Vania d'Anton Tchekhov, mise en scène Robert Cantarella, Théâtre de la Tempête et Théâtre Sorano : Helena
- 1997 : Zakat d'Isaac Babel, mise en scène Bernard Sobel, Théâtre de Gennevilliers : Maroussia
- 1998 : Penthésilée de Heinrich von Kleist, mise en scène Julie Brochen, Théâtre de la Bastille et Théâtre du Quartz : Méroé
- 1998 : Le Décaméron des femmes de Julia Voznesenskaya, mise en scène Julie Brochen, Théâtre national de l'Odéon : l'infirmière
- 1999 : Suivez-moi de Gérard Watkins, mise en scène Gérard Watkins, Théâtre Gérard Philipe : l'attachée de presse
- 2000 : Le Marchand de Venise de William Shakespeare, mise en scène Cécile Garcia Fogel, Théâtre de la Bastille : Porcia
- 2001 : Dans la forêt lointaine de Gérard Watkins, mise en scène Gérard Watkins, Théâtre du Colombier : Jatayou
- 2003 : Clouds Tectonics de José Rivera, mise ne scène Véronique Bellegarde : la femme
- 2003 : Titus Andronicus de William Shakespeare, mise ne scène Simon Abkarian, Théâtre national de Chaillot : Lavinia
- 2004 : Icône de Gérard Watkins, mise ne scène Gérard Watkins, Hors les murs, piscine de Saint-Ouen : la créature aquatique
- 2005 : Merlin de Tankred Dorst, mise en scène Jorge Lavelli, Théâtre MC 93 Bobigny : Guenièvre
- 2006 : Histoire vraie de la Perichole, d'après Jacques Offenbach, mise en scène de Julie Brochen, Festival d'Aix-en-Provence et Théâtre de l'Aquarium : la Périchole
- 2007 : Hanjo, d'après Yukio Mishima, mise ne scène Julie Brochen, Théâtre de l'Aquarium : Hanako
- 2008 : Phèdre de Sénèque, mise ne scène Julie Recoing, Théâtre Nanterre-Amandiers : Phèdre
- 2010 : Le Cabaret des utopies, collectif du Groupe Incognito, Théâtre de la Commune à Aubervilliers
- 2011 : Merlin l'enchanteur de Florence Delay et Jacques Roubaud, mise ne scène Julie Brochen et Christian Schiaretti, Théâtre national populaire et Théâtre national de Strasbourg : Viviane
- 2012 : Sallinger de Bernard-Marie Koltès, mise ne scène Catherine Marnas, Théâtre national de Strasbourg : Carole
- 2013 : Revenir, travail sur les traumatismes de guerre, mise en scène Barbara Bouley-Fanchitti
- 2013 : Liquidation, d'après Imre Kertész, mise en  scène Julie Brochen, Théâtre national de Strasbourg, Théâtre du Nord, CDN de Bordeaux : Sara
- 2014 : Lancelot du Lac de Florence Delay et Jacques Roubaud, mise ne scène Julie Brochen et Christian Sciaretti, Théâtre national populaire et Théâtre national de Strasbourg : Viviane
- 2015 : Ceux qui restent, témoignages de Wlodka Blit Robertson et Paul Felenbok recueillis et mis en scène par David Lescot, Théâtre Sylvia Monfort, Théâtre de la Ville : Wlodka Blit Robertson
- 2016 : Le  plus près possible de David Lescot, Printemps des Comédiens
- 2016 : Les glaciers grondants de David Lescot, Shangaï
- 2017 : En partance de Denis Colin, Théâtre du Salmanazar
- 2017 : L'amour en Renault 12 de Mohamed El Khatib
- 2018 : La famille s'agrandit, co-écriture avec Marie Dompnier
- 2019 : Une femme se déplace de David Lescot, Théâtre de la Ville
- 2020: joue le rôle de Médée d’Euripide mise en scène Christian Esnay

## Filmographie

### Cinéma
- 1994 : Marie-Louise ou la permission de Manuel Flèche
- 1994 : En apparence, court métrage d'Olivier Zimmermann
- 1999 : Cours toujours de Dante Desarthe
- 2000 : La Commune (Paris, 1871) de Peter Watkins
- 2000 : Laissez-passer de Bertrand Tavernier
- 2001 : Éloge de l'amour de Jean-Luc Godard
- 2002 : Les Frères Gravet de René Féret
- 2003 : Monsieur Bourrel, court métrage de Pascal Lahmani
- 2004 : Les Matines, court métrage d'Annick Raoul
- 2004 : Scène imposée, court métrage de Joachim Lafosse
- 2005 : Terre promise, court métrage de Pascal Lahmani
- 2007 : La Part animale de Sébastien Jaudeau
- 2008 : Eaux troubles, court métrage de Charlotte Erlih
- 2011 : Les Papas du dimanche de Louis Becker
- 2016 : Mon amour de Liova Jedlicki
- 2017 : Barbara de Mathieu Amalric : la phoniatre
- 2017 : Le Ciel étoilé au-dessus de ma tête d'Ilan Klipper
- 2018 : Je suis une blessure de Léo Bigiaoui
- 2018 : Sole mio de Maxime Roy
- 2019 : Merveilles à Montfermeil de Jeanne Balibar
- 2021 : Apatrides, court métrage de Bastien Solignac
- 2022 : Don Juan de Serge Bozon : la maire

### Télévision
- 1993 : Le Chasseur de la nuit de Jacques Renard
- 1998 : De gré ou de force de Fabrice Cazeneuve
- 2000 : Les Bœuf-carottes, Pour l'amour d'un flic : Laurence
- 2005 : L'Affaire Sacha Guitry de Fabrice Cazeneuve
- 2010 : Hard (saison 2) de Cathy Verney
- 2010 : Julie Lescaut, épisode 3 saison 19, Rédemption de Dominique Tabuteau : Laurence Bazin
- 2014 : Dame de feu de Camille Bordes-Resnais
- 2019 : Un si grand soleil : Marion
- 2023 : À la joie de Jérôme Bonnell

## Musique
- 2000 : Laisse passer et Tu m'as menti, bande originale du film Laissez-passer de Bertrand Tavernier, sous la direction d'Antoine Duhamel
- 2002 : création musicale du spectacle Dans la forêt lointaine de Gérard Watkins
- 2010 : compose pour les Sea Girls
- 2008-2011 : chanteuse du groupe Marie et les Machines
- 2013 : compose un livret rock Concert Barbe Bleue au Théâtre national de Strasbourg